# Androstephium
Androstephium là một chi thực vật có hoa trong phân họ Brodiaeoideae thuộc họ Asparagaceae.

## Danh sách loài
Chi này có 2 loài bản địa vùng tây nam và trung-nam Hoa Kỳ.:
- Androstephium breviflorum S.Watson, 1873: Vùng sa mạc thuộc Arizona, Utah, đông nam California, nam Nevada, tây bắc New Mexico, tây Colorado, nam Wyoming.
- Androstephium caeruleum (Scheele) Greene, 1890 (đồng nghĩa: Androstephium violaceum Torrey, 1859): Vùng đồng cỏ thuộc Texas, Oklahoma, Kansas.

## Hình ảnh

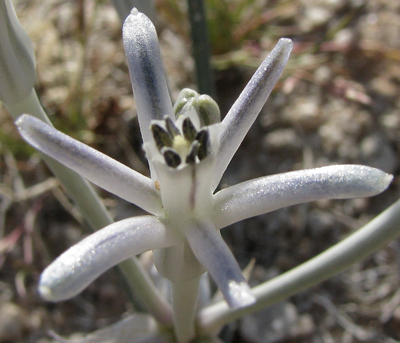